# كارل كلينغ
كارل كلينغ (بالألمانية: Karl Kling)‏ مواليد 1910-وفيات 2003 ، كان سائق فورملا 1 ألماني سابق. حصل على جائزة أفضل رياضي ألماني في سنة 1952.

## سباقات شارك فيها
- لو مان 24 ساعة
- بطولة العالم للسيارات الرياضية

## روابط خارجية
- كارل كلينغ على موقع ميوزك برينز (الإنجليزية)
- كارل كلينغ على موقع ديسكوغز (الإنجليزية)
- كارل كلينغ على موقع DriverDB.com (الإنجليزية)